# Линдквист, Херман
Херман Линдквист (швед. Herman Lindqvist; род. 1943, Стокгольм) — шведский журналист и писатель.

## Биография
Линдквист родился в семье генерального консула Эрика Линдквиста и Бриты, урождённой Ларссон. Приходится внуком профсоюзному деятелю и политику Херману Линдквисту (1863—1932).
В 1964 году Линдквист стал студентом в Хельсинки, затем продолжал учёбу в Стокгольме и Гётеборге. По её окончании был принят на работу в гётеборгскую газету «Handels- och Sjöfarts tidning» («Хандельс- о Шёфартс тиднинг»). С 1967 по 1971 год работал в «Aftonbladet», посетив в качестве её корреспондента Прагу (1968), Париж (1969) и Бейрут (1970).
В 1971—1973 годах как свободный корреспондент находился в Гонконге, где писал для «Expressen». Позже был взят в штат этой газеты и работал в качестве её корреспондента в Бангкоке (1973-76) и Каире (1976—1978). Впоследствии он сотрудничал с телеканалом «TV 1» и «Sveriges Radio» и одновременно издавал книги-репортажи о своём пребывании за границей.
Позднее Линдквист выпустил телевизионный сериал «Hermans historia» («История с Херманом Линдквистом»; 1991—2002), а также книжную серию «Historien om Sverige» (1992—2006), посвящённые истории Швеции. Академические историки подвергли критике его книги за ошибки в фактах и противоречивые оценки.
В настоящее время Линдквист проживает Шамбурси неподалёку от Парижа.
В 2012 году разразился скандал с участием Линдквиста. После объявления имени родившейся у кронпринцессы Виктории дочери Эстеллы он в интервью заявил, что «это имя не имеет никакого отношения к истории Швеции», что оно «весьма неуместно и довольно некрасиво», а также что «Эстелла» звучит, словно имя королевы ночного клуба (nattklubbsdrottning)". В результате этого он не был включён королевским двором в список гостей, приглашённых на крестины девочки.